# Calcodes martinii
Calcodes martinii là một loài bọ cánh cứng trong họ Lucanidae. Loài này được Ipsen mô tả khoa học năm 1995.